# Мечеть Кожевников
Мечеть Кожевников (алб. Xhamia e Tabakëve) — мечеть расположена возле моста Дубильщиков в албанской столице Тиране.

## История и архитектура
Мечеть построена в районе ремесленническо-торговой гильдии Дубильщиков, примерно в XVII веке. Мечеть была повреждена ударом молнии, но благодаря финансовой поддержке семьи Ресмья мечеть была восстановлена и функционирует в настоящее время. В 1967 году мечеть была объявлена  символом национальной культуры республики Албания. Во времена коммунистического режима диктатор Энвер Халиль Ходжа провозгласил Албанию «первым в мире атеистическим государством» после чего мечеть была закрыта, а здание использовалось в качестве развлекательного центра. В 1990 году мечеть возобновила свою работу.